# Paraphlebia duodecima
Paraphlebia duodecima är en trollsländeart som beskrevs av Philip Powell Calvert 1901. Paraphlebia duodecima ingår i släktet Paraphlebia och familjen Megapodagrionidae. Inga underarter finns listade i Catalogue of Life.